# Menonitas amish
Los Menonitas Amish surgieron a través de movimientos de reforma entre los amish norteamericanos principalmente entre 1862 y 1878. Estos grupos se alejaron de sus antiguas tradiciones y se acercaron a los menonitas, convirtiéndose en menonitas de origen amish. A lo largo de las décadas, la mayoría de los grupos menonitas amish eliminaron la palabra "amish" del nombre de sus congregaciones o se fusionaron con grupos menonitas.
En las últimas décadas, el término "menonita amish" a veces se usa erróneamente para designar a los menonitas de la antigua orden a caballo y en carruajes, cuyo estilo de vida es más o menos similar al de los amish de la antigua orden. A veces, el término "Amish Mennonite" se utiliza para designar a todos los grupos de amish, tanto los de antigua orden como los Amish Mennonites y los amish anteriores a esta división en la segunda mitad del siglo XIX. La Enciclopedia Global Anabaptista Menonita en Línea usa el término "Amish Mennonite" en este sentido.